# Svømning under sommer-OL 2020 – 4x100 m fri (herrer)
4x100 m fri for herrer under Sommer-OL 2020 fandt sted den 25. juli - 26. juli 2021.

## Turneringsformat
Konkurrencen bliver afviklet med indledende heats og finale. Efter de indledende heats går de 8 bedste tider videre til finalen, hvor medaljerne bliver fordelt.

## Tidsplan
Nedenstående tabel viser tidsplanen for afvikling af konkurrencen:
Alle tider er japansk standard tid (UTC+9)
| Dato                 | Tid   | Runde  |
| -------------------- | ----- | ------ |
| Søndag 25. juli 2021 | 20:30 | Heats  |
| Mandag 26. juli 2021 | 12:05 | Finale |

## Resultater

### Heats
| Placering | Heat | Bane | Nation                    | Svømmere                                                                                                 | Tid     | Noter |
| --------- | ---- | ---- | ------------------------- | --- | ------- | ----- |
| 1         | 1    | 5    | Italien                   | Alessandro Miressi (47.46) Santo Condorelli (47.90) Lorenzo Zazzeri (47.29) Manuel Frigo (47.64)         | 3:10.29 | Q, NR |
| 2         | 2    | 4    | USA                       | Brooks Curry (48.84) Blake Pieroni (47.71) Bowen Becker (47.59) Zach Apple (47.19)                       | 3:11.33 | Q     |
| 3         | 2    | 5    | Australien                | Cameron McEvoy (49.18) Zac Incerti (47.64) Alexander Graham (48.44) Kyle Chalmers (46.63)                | 3:11.89 | Q     |
| 4         | 1    | 6    | Frankrig                  | Clément Mignon (48.58) Maxime Grousset (47.41) Charles Rihoux (48.27) Mehdy Metella (48.09)              | 3:12.35 | Q     |
| 5         | 1    | 3    | Brasilien                 | Breno Correia (48.67) Pedro Spajari (48.15) Gabriel Santos (48.43) Marcelo Chierighini (47.34)           | 3:12.59 | Q     |
| 6         | 2    | 6    | Ungarn                    | Kristóf Milák (48.56) Szebasztián Szabó (48.44) Richárd Bohus (48.27) Nándor Németh (47.46)              | 3:12.73 | Q     |
| 7         | 2    | 2    | Canada                    | Brent Hayden (48.51) Joshua Liendo (47.67) Ruslan Gaziev (49.04) Yuri Kisil (47.78)                      | 3:13.00 | Q     |
| 8         | 1    | 4    | Ruslands Olympiske Komité | Vladislav Grinev (48.39) Andrey Minakov (47.48) Vladimir Morozov (48.13) Aleksandr Shchegolev (49.13)    | 3:13.13 | Q     |
| 9         | 2    | 3    | Storbritannien            | Matthew Richards (48.23) James Guy (48.03) Joe Litchfield (49.41) Jacob Whittle (47.50)                  | 3:13.17 |       |
| 10        | 1    | 7    | Serbien                   | Velimir Stjepanović (48.74) Andrej Barna (47.50) Uroš Nikolić (48.94) Nikola Aćin (48.53)                | 3:13.71 | NR    |
| 11        | 1    | 8    | Polen                     | Karol Ostrowski (48.67) Kacper Majchrzak (49.02) Konrad Czerniak (48.51) Jakub Kraska (47.68)            | 3:13.88 | NR    |
| 12        | 2    | 1    | Holland                   | Nyls Korstanje (49.15) Stan Pijnenburg (47.35) Thom de Boer (49.39) Jesse Puts (48.18)                   | 3:14.07 |       |
| 13        | 1    | 1    | Japan                     | Katsumi Nakamura (48.56) Shinri Shioura (48.63) Akira Namba (48.66) Kaiya Seki (48.59)                   | 3:14.44 |       |
| 14        | 2    | 7    | Schweiz                   | Roman Mityukov (48.46) Nils Liess (49.17) Noè Ponti (48.62) Antonio Djakovic (48.40)                     | 3:14.65 |       |
| 15        | 1    | 2    | Grækenland                | Andreas Vazaios (48.65) Kristian Gkolomeev (47.95) Odysseus Meladinis (49.69) Apostolos Christou (49.00) | 3:15.29 |       |
| 16        | 2    | 8    | Tyskland                  | Damian Wierling (48.96) Marius Kusch (48.71) Christoph Fildebrandt (48.72) Jan Eric Friese (48.95)       | 3:15.34 |       |

### Finale
| Placering                        | Bane | Nation                    | Svømmere                                                                                            | Tid     | Noter |
| -------------------------------- | ---- | ------------------------- | --------------------------------------------------------------------------------------------------- | ------- | ----- |
| 1                                | 5    | USA                       | Caeleb Dressel (47.26) Blake Pieroni (47.58) Bowe Becker (47.44) Zach Apple (46.69)                 | 3:08.97 |       |
| 2. plads, sølvmedaljemodtager(e) | 4    | Italien                   | Alessandro Miressi (47.72) Thomas Ceccon (47.45) Lorenzo Zazzeri (47.31) Manuel Frigo (47.63)       | 3:10.11 | NR    |
| 3                                | 3    | Australien                | Matthew Temple (48.07) Zac Incerti (47.55) Alexander Graham (48.16) Kyle Chalmers (46.44)           | 3:10.22 |       |
| 4                                | 1    | Canada                    | Brent Hayden (47.99) Joshua Liendo (47.51) Yuri Kisil (47.15) Markus Thormeyer (48.17)              | 3:10.82 | NR    |
| 5                                | 7    | Ungarn                    | Kristóf Milák (48.24) Szebasztián Szabó (47.44) Richárd Bohus (47.81) Nándor Németh (47.57)         | 3:11.06 | NR    |
| 6                                | 6    | Frankrig                  | Maxime Grousset (47.52) Florent Manaudou (47.62) Clément Mignon (48.01) Mehdy Metella (47.94)       | 3:11.09 |       |
| 7                                | 8    | Ruslands Olympiske Komité | Andrei Minakov (47.71) Vladislav Grinev (47.94) Vladimir Morozov (48.15) Kliment Kolesnikov (48.40) | 3:12.20 |       |
| 8                                | 2    | Brasilien                 | Breno Correia (48.69) Pedro Spajari (48.24) Gabriel Santos (48.76) Marcelo Chierighini (47.72)      | 3:13.41 |       |